# Устойчивост (корабоплаване)
Устойчивостта е способността на плавателен съд да противостои на външните сили, които предизвикват у него крен или диферент и да се връща към състояние на равновесие след края на въздействието.. Съществува и раздел от „Теория на кораба“, който изучава устойчивостта.
За равновесно се приема това положение на съда, при което има допустими величини на ъглите на крен и диферент (в частния случай, близки към нулата). Отклоненият от него съд се стреми да се върне към равновесие, т.е. устойчивостта се проявява само тогава, когато има излизане на съда от равновесие.
Устойчивостта е едно от най-важните мореходни качества на съда. Използвано по отношение на кораб се използва уточняващата характеристика корабна устойчивост. Запас на устойчивост се нарича степента на защитеност на плавателното средство от преобръщане.
Външното въздействие може да е обуславено от удар на вълна, порив на вятъра, смяна на курса и т.н.

## Видове устойчивост
- В зависимост от плоскостта на наклона се различават напречна устойчивост при крен и надлъжна устойчивост при диферент. Ако се говори за надводните кораби (съдове), заради удължеността във формата на корпуса на съда неговата надлъжна устойчивост е значително по-голяма от напречната, заради което за постигане на безопасност при плаване следва да се осигури преди всичко съответната напречна устойчивост.

- В зависимост от величината на накланянето се различават устойчивост при малки ъгли на наклон (начална устойчивост) и устойчивост при големи ъгли на наклон.

- В зависимост от характера на действащите сили се различават статична и динамична устойчивост.

Статична устойчивост – при действие на статични сили, т.е. приложената сила не се изменя по величина.
Динамична устойчивост – при действии на изменящи се (т.е. динамни) сили, например вятър, вълнението на морето, придвижване на товара и т.н.

## Начална напречна устойчивост
При крен устойчивостта се разглежда като начална при ъгли до 10 – 15°. В тези предели възстановителното усилие е пропорционално на ъгъла на крена и може да се определи с прости линейни зависимости.
При това се прави допускане, че отклонението от равновесното положение се предизвиква от външни сили, които не променят нито масата на съда, нито неговия център на тежестта (ЦТ). В този случай потопеният обем не се променя по величина, но се променя по форма. Равнообемните накланяния съответстват на равнообемни водолинии, отсичащи равни по величина потопени обеми от корпуса. Линията на пресичане на плоскостите на водолиниите се нарича ос на накланяне, която при равнообемни наклони преминава през центъра на тежестта на площта на водолинията. При напречни наклони тя лежи на диаметралната плоскост.
Центърът на тежестта G при такъв наклон не променя своето положение, а центърът на величината (ЦВ) С като център на тежест на потопен обем се премества по кривата СС1 в посока на наклона и приема ново положение C1. Преместването на (ЦВ) се случва вследствие на промяната на формата на потопения обем: по левия борд той е намалял, а по десния борд се увеличава. Силата на плаваемост γV, приложена в центъра на величината е насочена по нормала към траекторията на неговото преместване.

### Метацентър
При малки наклони по напречната плоскост линиите на действие на силите на плавучест се пресичат в една точка m, която се нарича метацентър (в този случай – напречен метацентър). Напречният метацентър може да се определи и като център на площта, описана от кривата, по която се премества ЦВ при накланяне в напречната плоскост. В общия случай на накланяне (на голям ъгъл и във всяка плоскост) центърът на величината описва сложна крива и метацентърът заема различни положения. При малки ъгли на наклон в напречната плоскост може да се приеме, че ЦВ се премества по дъгата на окръжност, а напречният метацентър заема постоянно място в диаметралната плоскост.
Радиусът на изкривяването на траекторията, по която се премества центърът на величината при напречно накланяне, се нарича напречен метацентричен радиус r. С други думи – това е разстоянието между напречния метацентър и центъра на величината r = mC.

### Характеристики на устойчивостта
В резултат на преместването на ЦВ при накланяне, посоките на силите на теглото и силата на плавучест се преместват и образуват двойка сили. Ако рамото на двойката е положително, възникващият момент mв действа по направление на възстановяване на равновесието, т.е. изправя. Тогава се казва, че съдът е устойчив. Ако ЦТ е разположен над метацентъра, момента може да е нулев или отрицателен, което да способства за преобръщане – в този случай съдът се нарича неустойчив.
Разстоянията над основната плоскост на напречния метацентър (zm), центърът на величината (zc), а също и величината на напречния метацентричен радиус r в значителна степен определят устойчивостта на съда и зависят от величината на неговата обемна водоизместимост, формата на корпуса и неговата посадка. (Посадка на плавателен съд е статично положение на съда относно повърхността на водата. Характеризира се с крена и диферента. Когато те са равни на нула, се казва че съда „лежи на равен кил“). Зависимостта на величината на напречния метацентричен радиус от формата на корпуса (величината на площта на водолинията и нейната форма) и обемната водоизместимост изглеждат така:
{\displaystyle {r}={\frac {I_{\mathrm {x} }}{V}}\,}, (1)
Където Ix – момента на инерция на площта на действащата водолиния относно надлъжната ос, минаваща през центъра на тежестта ѝ, m4; V – обемна водоизместимост (потопен обем), m³.
От разгледаните три възможни варианта на въздействие на силите Р и γV при наклон може да се направи извода, че за осигуряване на устойчиво положение на равновесие на съда е необходимо метацентъра да е по-горе от центъра на тежестта. Затова височината на напречния метацентър над центъра на тежестта се отделя в особена величина, която се нарича напречна метацентрична височина h. Величината на h може да се изрази като:
{\displaystyle h=\ z_{m}-z_{g}\,}, (2)
където zm и zg са височини на метацентъра и центъра на тежестта над основната плоскост, съответно.
Величината на възстановяващия момент зависи от теглото на съда и рамото на напречната устойчивост. От триъгълника GmZ рамото на устойчивостта може да се изрази чрез напречната метацентрична височина GZ = mG sinθ = h sinθ. Тогава възстановяващия момент ще се определи по формулата:
{\displaystyle m_{\mathrm {\theta } }=\ Ph\cdot sin\theta \,}, (3)
която се нарича метацентрична формула на напречната устойчивост. При малки ъгли на крен, когато може да се приеме, че sinθ = θ в радиани, възстановяващият момент се определя по линейната метацентрична формула: mθ = Ph θ.
По този начин величината на възстановяващия момент, определящ съпротивлението на съда на отклоненията, се определя на свой ред от величината на напречната метацентрична височина.

### Устойчивост на формата и устойчивост на теглото
Ако вложим в метацентричната формула на напречната устойчивост h = r − а и ако заменим r с неговото значение от формула (1), а също Р = γV получаваме:
mθ = P(r − a) sinθ = Pr sinθ − Pa sinθ
и окончателно:
{\displaystyle m_{\mathrm {\theta } }=\ \gamma I_{\text{x}}\cdot sin\theta -Pa\cdot sin\theta \,}, (4)
Първият член на израза (4) основно се определя от големината и формата на площта на водолинията и се нарича поради това момент на устойчивост на формата: mф = γ Ix sin θ. Моментът на устойчивост на формата винаги е положителна величина и се стреми да върне наклонения съд в изходно положение.
Вторият член във формула (4) зависи от теглото P и издигането на центъра на тежестта над центъра на величината a и се нарича момент на устойчивост на теглото mв = − Pa sin θ. Моментът на устойчивост на теглото в случай на високо разположен ЦТ (zg > zс) е отрицателна величина и действа по посока на наклона.
Физическата същност на момента на устойчивост на формата и момента на устойчивост на теглото се разкрива с помощта на чертежа, на който са показани системата от сили, действащи на наклонен съд. От накренения борд във водата влиза допълнителен обем v1, придаващ допълнителна „подемна“ или „изтласкваща“ сила на плавучест. От противоположния борд от водата излиза обем v2, стремящ се да потопи този борд. Двата работят в обратни посоки – към изправяне.
Потопеният обем V1, отговарящ на посадката по водолинията B1Л1, е представен във вид на алгебрична сума на трите обема:
Vl = V + v1 − v2,
където: V – потопен обем при изходна посадка по водолинията ВЛ;
v1 – влязъл във водата, а v2 – излязъл от водата клиновидни обеми.
В съответствие с това и силата на плавучест γV1 може да се замени с трите ѝ съставляващи сили γV, γv1, γv2, приложени в центровете на големините на обемите V, v1, v2. Вследствие равнообемността наклонът на тези три сили съвместно със силата на тежестта Р образуват две двойки сили Р − γV и γv1 − γv2, които са еквивалентни на двойката Р − γV1. Възстановяващият момент е равен на сумата на моментите на тези две двойки:
mθ = m (γv1, γv2) + m (γV, P).
Моментът на силите на плавучест на клиновидните обеми v1 и v2 е моментът на устойчивост на формата. Колкото по-широк е корпусът в района на водолинията, толкова повече са по-големи клиновидните обеми и раменете им при наклон по напречната плоскост, толкова по-голям е и моментът на устойчивост на формата. Величината на момента на устойчивост на формата се определя основно от момента на инерция на площта на водолинията относно надлъжната ос Ix. А моментът на инерция Ix е пропорционален на квадрата на ширината на площта на водолинията.
Моментът на двойката сили Р и γV е момент на устойчивост на теглото. Той се обуславя от несъвпадането на точките на прилагане на силите на тежестта и плавучест (G и С) в изходно положение на равновесие, вследствие на което при накланяне линиите на действие на тези сили се разминават и силите Р и γV образуват двойка сили.

### Мерки на начална устойчивост
За практиката е недостатъчно проста качествена оценка – устойчив или неустойчив е съда, тъй като степента на устойчивост може да бъде различна, в зависимост от размерите, натоварването и величината на наклона. Величините, които дават възможност количествено да се оцени началната устойчивост, се наричат мерки на начална устойчивост.
Използването на възстановяващия момент в качеството на мярка на начална устойчивост е неудобно, тъй като той зависи от ъгъла на наклона. При безкрайно малки стойности на ъгъла на крен възстановяващият момент mθ също се стреми към нула и чрез него е невъзможно да се оценява устойчивостта на съда.
Във връзка с това като мярка на начална устойчивост се използва не самият възстановяващ момент, а неговата първа производна по ъгъла на наклон. Тази производна се характеризира с интензивно нарастване на възстановяващия момент при наклон и се нарича коефициент на устойчивост. При накланяне в напречната плоскост на съда коефициентът на напречна устойчивост е равен на първата производна от възстановяващия момент:
{\displaystyle K_{\mathrm {\theta } }=\ m_{\mathrm {\theta } }'{\partial \theta }\ =\ (Ph\cdot sin\theta )'{\partial \theta }\ =\ Ph\cdot cos\theta \,}
и при крен равен на нула Kθ = Ph.
Коефициентът на устойчивост дава абсолютна оценка на устойчивостта, т.е. непосредствено показва това съпротивление, което оказва съдът на отклоняващите го от положение на равновесие сили. Зависимостта на коефициента на устойчивост от теглото на съда ограничива неговото използване, тъй като колкото е по-голяма водоизместимостта, толкова е по-голям коефициентът на устойчивост. За оценка на степента на съвършенство на съда, от гледна точка на началната му устойчивост се използва относителната мярка за устойчивост – метацентрична височина, която може да се разглежда и като коефициент на устойчивост, на тон водоизместимост:
{\displaystyle h={\frac {K_{\mathrm {\theta } }}{P}}\,}
Благодарение на своя прост геометричен смисъл метацентричната височина най-често се използва като мярка на начална устойчивост, макар следва да се има предвид, че коефициента на устойчивост от своя страна дава много по-пълна оценка на мореходните качества на кораба.

## Начална надлъжна устойчивост
Надлъжната устойчивост се определя от същите зависимости, които определят и напречната.
Под въздействие на външния момент на диферент Mдиф на съда, плаващ в положение на равновесие на равен кил (водолиния ВЛ), се накланя по надлъжната плоскост на ъгъл Ψ, (водолиния B1Л1). Преместването на центъра на величината вследствие изменението на формата на потопения обем осигурява поява на надлъжен възстановяващ момент:
Mψ = P·GK,
където GK е рамо на надлъжната устойчивост. Точката М е надлъжен метацентър, издигането на надлъжния метацентър над центъра на тежестта е надлъжна метацентрична височина Н, а разстоянието между надлъжния метацентър и центъра на величината – надлъжен метацентричен радиус R.
Надлъжният възстановяващ момент при малки ъгли на диферент се определя по формулите: Mψ = PH·sin ψ, Mψ = РН·ψ, които се наричат метацентрични формули на надлъжната устойчивост. Тези зависимости за надлъжния възстановяващ момент са показателни при ъгли на диферент до 0,5÷1,0°, затова и надлъжната устойчивост се разглежда като начална само в тези граници.
Надлъжният метацентричен радиус се определя по формулата:
{\displaystyle R={\frac {I_{\text{yf}}}{V}}\,}, (5)
където: Iyf е момент на инерция на площта на действащата водолиния относително напречната ос, минаваща през нейния център на тежестта F, м4, а метацентричната формула на надлъжната устойчивост в разгънат вид се получава по същия начин, както във формула (4):
Мψ = γ Iyf·sin ψ − Pa sin·ψ, (6)
От това следва, че надлъжният момент на устойчивост на формата е Мψ = γ Iyf· sin ψ,
а моментът на устойчивост на теглото Мв = − Pa· sin ψ.
Ако се сравнят моментите на устойчивост на формата и теглото при напречни и надлъжни наклони по формули (4) и (6), виждаме, че устойчивостта на теглото в двата случая е еднаква (при условие θ = ψ), но устойчивостта на формата силно се различава. Надлъжният момент на устойчивост на формата е значително по-голям от напречния, защото Iyf примерно около два пъти повече Ix. Действително моментът на инерция на площта на водолинията относно надлъжната ос Ix е пропорционален на квадрата на ширината на тази площ, а инерция на площта на водолинията относно напречната ос Iyf – на квадрата на дължината на същата тази площ.
Ако величината на напречната метацентрична височина е в пределите на десети части от метъра, то надлъжната метацентрична височина лежи в пределите на H = (0,8 ÷ 1,5) L, където L е дължина по водолинията, m.
Делът на моментите на устойчивост на формата и теглото в осигуряване на напречната и надлъжната устойчивост е различен. При напречни наклони моментът на устойчивост на теглото съставлява значителна част спрямо частта на момента на устойчивост на формата. Затова и напречният възстановяващ момент съставлява ≈ 30 % от момента на устойчивост на формата. При надлъжни наклони моментът на устойчивост на теглото съставлява едва 0,5÷1 % от момента на устойчивост на формата, т.е. надлъжният възстановяващ момент практически е равен на момента на устойчивост на формата.
Коефициентът на надлъжна устойчивост Кψ се определя по формулата:
{\displaystyle K_{\mathrm {\psi } }=\ M_{\mathrm {\psi } }'\partial \psi \ =\ PH\,}.
При накланяне по всяка друга плоскост, различна от напречната и надлъжната, величината на метацентричния радиус и метацентричната височина (а следователно и устойчивостта) имат междинни стойности между максимална и минимална, съответстващи на надлъжните и напречните наклони.

## Диаграма на устойчивост
Диаграма на устойчивост се нарича зависимостта на възстановяващото усилие от ъгъла на наклон. Понякога се нарича и диаграма на Рид (Едуард Джеймс Рид), в чест на инженера, който започва да я прилага. За напречната устойчивост (за която е и първоначално създадена от Рид) координати са ъгълът на крена Θ и рамото на възстановяващия момент GZ. Може да се смени рамото със самия момент M, от което обаче видтт на диаграмата не се променя.
Обикновено на диаграмата е изобразен крена на един от бордовете (десния), при който ъглите и моментите се вземат за положителни. Ако се приложи на другия борд, то кренът и възстановяващия (изправящия) момент променят знака си, т.е. диаграмата е симетрична относително началната точка.

### Основни елементи на диаграмата на устойчивост
Начална точка O, тя обикновено е и точката на равновесие. В този момент кренът Θ = 0, изправящ момент няма GZ = 0. Ако поради нещо началната устойчивост е отрицателна, точката на равновесие може да не съвпада с началото на координатната система. Тогава GZ = 0 при Θ = Θ1.
Точка на максимум. Представлява ъгъл, при който изправящия момент е максимален GZmax. До този ъгъл по-нататъчното накланяне предизвиква ръст на момента. След достигане на максимума увеличаването на наклона е свързано с намаляване на момента, до достигане на третата характерна точка:
Точка на залез C. Представлява ъгъл, при който изправящият момент пада до нула GZ = 0. Съответства на точката на преобръщане на съда поради това, че вече липсват изправящи сили. За обикновените водоизместващи съдове ъгъла на залез (статичен) лежи в района 65÷75°. За килни яхти – в района 120÷125°.
Наклон. Характеризира скоростта на нарастване на изправящия момент. Първа производна е работата. Допирателната на кривата на устойчивост в точката O характеризира началната метацентрична височина. Ординатата ѝ, при ъгъл Θ = 1 рад е равна на метацентричната височина h.
Площта под кривата за текущия ъгъл B представлява работата A на възстановяващия момент и е мярка за динамична устойчивост.

### Видове диаграми на устойчивост
- Нормална. Характерна е за болшинството водоизместващи съдове с нормална метацентрична височина, например сухогрузи.
- S-образна (с прегъване). Характерна е за съдове с намалена метацентрична височина, например високобордни пътнически.
- С пад. Не е характерна за болшинството съдове. Възниква в случаи, когато началната устойчивост е отрицателна. Съдът при това положение плава в равновесие не на равен кил, а с крен Θ1, съответстващ на точката на пресичане на кривата и оста Θ. Например такава диаграма имат лесовозите, плаващи с претоварване или съдовете, имащи свободни повърхности (повърхност на флуид, не ограничен отгоре със съд или русло, в термодинамиката това е фазовата граница между течност и намиращ се над нея газ или пара) в танковете си. Правилата на всички големи световни сертифициращи дружества (например Регистъра на Лойдс, Руския морски регистър по съдоходство, Руския речен регистър и др.) са: забранена е експлоатацията на съдове, имащи метацентрична височина под 0,2 m (и в т.ч. съдове с отрицателна начална устойчивост). Така погледнато началната устойчивост на съда може да стане отрицателна или вследствие на авария, или вследствие на длъжностно нарушение от страна на капитана на съда.

## Фактори, влияещи на изменението на устойчивостта

### Преместване на товарите
Преместването на товара р в произволно направление от точка g1 (x1, y1, z1) в точка g2 (x2, y2, z2) може да се замени с три последователни премествания паралелно на осите на координатната система oxyz на разстояние x2 − x1, y2 − y1, z2 − z1. Тези премествания се наричат съответно хоризонтално-надлъжни, хоризонтално-напречни и вертикални.
При вертикално преместване на товара се случва преместване на силата р по линията на действието ѝ. Равновесието на съда при това не се нарушава, посадката не се променя, т.е. величината и формата на потопения обем остават неизменни. Поради това и центърът на величината, напречният и надлъжният метацентър не променят положението си. Центърът на тежестта се премества нагоре от точка G в точка G1 на разстояние δZg, пряко пропорционално на теглото на преместения товар р и величината на преместване z2 − z1 и обратно пропорционално на теглото на съда:
{\displaystyle \delta Z_{\text{g}}={\frac {p}{P}}\ (z2-z1)\,}
Надлъжната и напречната метацентрични височини се изменят с еднаква величина:
δh = δH = − δZg
Величината на нарастване на напречния и надлъжния коефициенти на устойчивост също е еднаква:
δКθ = P·δh и δКψ = P·δH, или
δКθ = δКψ = − р (z2 − z1)
Метацентричните височини и коефициентите на устойчивост след преместването на товара приемат следния израз:
h1 = h + δh;
H1 = Н + δH;
Кθ1 = Кθ + δКθ;
Кψ1 = Кψ + δКψ,
като преместването надолу съответства на положително нарастване, а нагоре – отрицателно. Т.е. при преместване на товара нагоре устойчивостта намалява, а надолу се увеличава. Поради еднаквото изменение на надлъжното и напречното нарастване, при различни метацентрични височини, влиянията на вертикалното преместване върху напречната и надлъжната устойчивост силно се различават. При надлъжната устойчивост δH съставлява малка част от Н. За напречната са възможни ситуации, когато h ≈ δh, т.е. пълна загуба (или възстановяване) на устойчивостта.
При хоризонтално-напречно преместване на товара от точка А в точка В съдът се накренява от изправено положение на равновесие (водолинията ВЛ) на ъгъл θ (водолиния B1Л1). Такова преместване на товара може да се представи като че ли товара в точка В е свален (силата р е насочена към противоположната страна – нагоре), а в точката E съответно поставен.
На накланянето пречи възстановяващият момент mθ = Ph·sinθ. Съдът ще е в равновесие тогава, когато кренящият и изправящият моменти се изравнят:
mкр = mθ, т.е.
Ph·sinθ = p ly cosθ,
където ly = BE. Оттук се определя и ъгълът на крен на равновесното положение:
{\displaystyle tg\theta ={pl_{\text{y}}}{Ph}\,}.
Преместването на товара предизвиква пренасяне на ЦТ към страната, към която се премества товара, на разстояние GG1 = p ly / P. ЦВ при накланянето се премества към страната на накланяне дотогава, докато не се окаже на една вертикала с ЦТ, т.е. докато не се изпълни второто условие за равновесие.
Напречната метацентрична височина след преноса на товара се определя от триъгълника GmG1:
{\displaystyle h_{\text{1}}=mG_{\text{1}}={\frac {h}{cos\theta }}\,}
При малки ъгли на крен cosθ ≈ 1; h1 ≈ h, т.е. началната напречна устойчивост при хоризонтално-напречно преместване на товара практически не се изменя.
Формулите за определяне на посадката и устойчивостта в случая на хоризонтално-надлъжно преместване на товара се извеждат аналогично на предишните. От равенството на момента на диферент от преместването на товара Мдиф = p (x1 − x2) cosψ и възстановяващият момент Мψ = PH sinψ се определя ъгъла на диферент, който получава съдът след преместването на товара:
{\displaystyle tg\psi ={pl_{\text{x}}}{PH}\,}
Началната надлъжна устойчивост от хоризонтално-надлъжни премествания на товарите също практически не се променя.

### Приемане и сваляне на товари
Приемането и свалянето на товари изменя както натоварването на съда (неговото тегло и координати на ЦТ), така и потопения му обем (неговата величина, форма, координати на ЦВ).
Приемането на товар в произволно място може да се представи като прием на този товар без изменение на крена и диферента, а след това като преместването му в определеното за него място. Условие за неизменността на крена и диферента при приема на товара р е разположението на неговия ЦТ на една вертикала с ЦВ на допълнително влизащия във водата обем δV, който е равен на p/γ, където γ е относителното тегло на водата. При прием на относително малък товар може да се приеме, че за изключване на крен и диферент той трябва да се постави по същата вертикала с ЦТ F при изходната площ на водолинията.
Влиянието на преместването на товара на устойчивостта и посадката бе разгледано по-горе. За определяне на метацентричните височини след прием на товар следва да се намерят координатите на ЦТ zg1, и метацентрите zc1 + r1 и zc1 + R1. Новото положение на ЦТ се извежда от условието за равенството на статичните моменти на силите на тежестта относително основната плоскост.
В общия случай приемането или свалянето на няколко товара положението на ЦТ се определя по формулата:
zg1 = (Pzg ± ∑pizpi) /P1,
където pi е теглото на приетия или сваления товар, при това приетият товар се взема със знак плюс, а снетият – със знак минус; zpi е апликатата на ЦТ на приетия или сваления товар.
При приемане на относително неголеми товари (под 10% от водоизместимостта) на надводен кораб (съд) се приема, че формата и площта на действащата водолиния не се променят, а потопеният обем линейно зависи от газенето – т.е. приема се хипотезата за правия борд. В този случай коефициентите на устойчивост се изразяват така:
δKθ = р (Т + δТ/2 − zp + dIx/dV)
δKψ = р (Т + δТ/2 − zp + dIyf/dV)
В по-сложните случаи се използва диаграмата на плавучест и начална устойчивост, от която се вземат стойностите на потопения обем, метацентричния радиус, координатите на ЦТ и ЦВ в зависимост от газенето. Нейното използване е характерно за определяне на устойчивостта на потопяемите апарати, например подводниците.

### Свободни повърхности
Всички разгледани по-горе случаи предполагат, че ЦТ на съда е неподвижен, т.е. няма товари, които да се преместват при наклон. Но когато имаме такива товари, тяхното влияние на устойчивостта е значително по-голямо, отколкото на останалите.
Типичен случай са течните товари (гориво, масло, баластна и котелна вода) в цистерни, които са частично пълни, т.е. имащи свободна повърхност. Такива товари са способни да се разливат при наклон. Ако течният товар запълва цистерната напълно, то той е еквивалентен на закрепения товар.
Ако течността запълва частично цистерната, т.е. има свободна повърхност, заемаща винаги хоризонтално положение, то при наклон на съда на ъгъл θ течността се разлива по посока на наклона. Свободната повърхност ще приеме такъв ъгъл относно КВЛ.
Нивото на течния товар отсича равни по големина обеми от цистерните, т.е. те са подобни на равнообемни водолинии. Затова моментът, предизвикан от разливането на течния товар при крен δmθ, може да се представи аналогично на момента на устойчивост на формата mф, само че δmθ противоположно на mф по знак:
δmθ = − γж ixθ,
където ix е моментът на инерция на площта на свободната повърхност на течния товар относно надлъжната ос, преминаваща през ЦТ на тази площ, а γж е относителното тегло на течния товар.
Тогава възстановяващият момент при наличие на течен товар със свободна повърхност е:
mθ1 = mθ + δmθ = Phθ − γж ixθ = P(h − γж ix /γV)θ = Ph1 θ,
където h е напречната метацентрична височина при отсътствие на разливане, а h1 = h − γж ix /γV – фактическата напречна метацентрична височина.
Влиянието на разливането на товара дава следното разминаване на напречната метацентрична височина δ h = − γж ix /γV.
Плътността на водата и течния товар са относително стабилни, т.е. основното влияние върху разминаването идва от формата на свободната повърхност, по-точно нейния момент на инерция. Следователно на напречната устойчивост основно влияе ширината, а на надлъжната – дължината на свободната повърхност.
Физическият смисъл от отрицателния знак на разминаването се заключава в това, че наличието на свободна повърхност винаги намалява устойчивостта. Затова се вземат организационни и конструктивни мерки за нейното намаляване:
1. пълно натъпкване на цистерните, за да не се допускат свободни повърхности;
2. ако това е невъзможно, запълване до гърловината или обратно – само на дъното. В този случай всяко накланяне силно намалява площта на свободната повърхност;
3. контрол на числото цистерни, имащи свободни повърхности;
4. разбивка на цистерните на вътрешни непроницаеми отсеци, с цел намаляване на момента на инерция на свободната повърхност ix.

## Динамична устойчивост
За разлика от статичното, динамичното въздействие на силите и моментите дава на съда значителни ъглови скорости и ускорения. Затова тяхното влияние се разглежда като енергии, по-точно във вида им на работа на силите и моментите, а не в самите сили и моменти. При това се използва теорема на кинетичната енергия, съгласно която нарастването на кинетичната енергия от накланящия се съд е равно на работата на действащите на него сили.
Когато на съда се приложи кренящ момент mкр, постоянен по големина, то получава положително ускорение, с което започва да се накреня. С нарастването на наклона нараства и възстановяващият момент, но в началото, до ъгъл θст, при който mкр = mθ, той ще е по-малък от кренящия момент. При достигане на ъгъла на статичното равновесие θст, кинетичната енергия на въртящото движение ще бъде максимална. Затова съдът няма да остане в положение на равновесие, а за сметка на кинетичната енергия ще продължи да се накреня нататък, но вече по-бавно, защото възстановяващият момент ще е по-голям от кренящия. Натрупаната по-рано кинетична енергия се погасява от допълнителната работа на възстановяващия момент. Когато величината на тази работа стане достатъчна за пълното погасяване на кинетичната енергия, ъгловата скорост ще стане равна на нула и съдът ще престане на се крени.
Най-големият ъгъл на накланяне, който получава съда от динамичния момент, се нарича динамичен ъгъл на крен θдин. За разлика от него ъгълът на крен, при който съда ще плава под действие на същия момент (при условието mкр = mθ), се нарича статичен ъгъл на крен θст.
Ако се погледне диаграмата на статичната устойчивост, работата се изразява с площта под кривата на възстановяващия момент mв. Съответно динамичният ъгъл на крен θдин може да се определи от равенството на площите OAB и BCD, съответстващи на излишната работа на възстановяващия момент. Аналитически тази работа се изчислява като:
{\displaystyle A_{\theta }=\int _{0}^{\theta }m_{\theta }\partial \theta \,},
при интервал от 0 до θдин.
Достигайки динамичния ъгъл на крен θдин, съдът не постига равновесие, а под действието на излишната работа на възстановяващия момент започва ускорено да се изправя. При липса на съпротивление на водата съдът би влязъл в непрекъснати колебания около положението на равновесие при крен θст с амплитуда от 0 до θдин. Но практически от съпротивлението на водата колебанията бързо утихват и той остава да плава със статичен ъгъл на крен θст.
Динамичното въздействие на кренящия момент винаги е по-опасен от статичното, тъй като води до много по-значително накланяне. В пределите на правата част на диаграмата на статичната устойчивост, динамичният ъгъл на крен е примерно два пъти по-голям от статичния: θдин ≈ 2 θст.